# Doktorzy honoris causa Uniwersytetu Medycznego w Białymstoku
Doktorzy honoris causa Uniwersytetu Medycznego w Białymstoku – lista doktorów honoris causa Uniwersytetu Medycznego w Białymstoku.
| #  | Rok  |  | Doktor honoris causa         | Dziedzina          |
| -- | ---- |  | ---------------------------- | ------------------ |
| 1  | 1960 |  | Jerzy Sztachelski            | medycyna           |
| 2  | 1965 |  | Tadeusz Michał Kielanowski   | filozofia medycyny |
| 3  | 1976 |  | Marian Marcin Górski         | medycyna           |
| 4  | 1983 |  | Jan Nielubowicz              | transplantologia   |
| 5  | 1984 |  | Silvio Garattini             | farmakologia       |
| 6  | 1984 |  | Jan Witold Moll              | kardiochirurgia    |
| 7  | 1985 |  | Stefan Soszka                |                    |
| 8  | 1987 |  | John David Williams          |                    |
| 9  | 1988 |  | Tadeusz Dzierżykraj-Rogalski |                    |
| 10 | 1989 |  | Andrzej Witold Danysz        | radiofarmakologia  |
| 11 | 1989 |  | Dymitr Adrejewicz Masłakow   |                    |
| 12 | 1990 |  | Hans Klaus Breddin           |                    |
| 13 | 1990 |  | Karol Buluk                  |                    |
| 14 | 1990 |  | Maria Byrdy                  | medycyna sądowa    |
| 15 | 1990 |  | Witold Janusz Rudowski       | transfuzjologia    |
| 16 | 1990 |  | Bronisław Leszek Słomiany    |                    |
| 17 | 1991 |  | Jacques Paul Borel           |                    |
| 18 | 1991 |  | Maria Kopeć                  |                    |
| 19 | 1992 |  | Ryszard Kaczorowski          |                    |
| 20 | 1993 |  | Stefan Niewiarowski          |                    |
| 21 | 1993 |  | Akikazu Takada               |                    |
| 22 | 1993 |  | Ronald Terjung               |                    |
| 23 | 1995 |  | Rodger Bick                  |                    |
| 24 | 1995 |  | Stanisław Jan Konturek       | fizjologia         |
| 25 | 1996 |  | Jean Cohen                   |                    |
| 26 | 1998 |  | Antoni Gabryelewicz          | gastroenterologia  |
| 27 | 1998 |  | Zbigniew Eugeniusz Religa    | transplantologia   |
| 28 | 2000 |  | Mieczysław Rajmund Chorąży   | onkologia          |
| 29 | 2000 |  | Mirosław Jan Mossakowski     | neurologia         |
| 30 | 2001 |  | Zbigniew Knapik              | patogeneza         |
| 31 | 2001 |  | Franciszek Józef Kokot       | nefrologia         |
| 32 | 2001 |  | Maria Benedetta Donati       |                    |
| 33 | 2001 |  | Giovanni de Gaetano          |                    |
| 34 | 2001 |  | Jan Prokopowicz              | biochemia          |
| 35 | 2003 |  | Manfred Göthert              | farmakologia       |
| 36 | 2004 |  | Marian Czesław Szamatowicz   | endokrynologia     |
| 37 | 2006 |  | Władysław Gałasiński         | farmacja           |
| 38 | 2007 |  | Marcin Walerian Kamiński     |                    |
| 39 | 2008 |  | David Grahame Hardie         |                    |
| 40 | 2009 |  | Maciej Zabel                 | histologia         |
| 41 | 2010 |  | Jan Górski                   | fizjologia         |
| 42 | 2011 |  | Ida Teresa Kinalska          | endokrynologia     |
| 43 | 2015 |  | Jerzy Sarosiek               |                    |
| 44 | 2018 |  | Coral Barbas                 | metabolika         |
| 45 | 2019 |  | Genoveffa Franchini          | hematologia        |